# آسان (کره جنوبی)
شهر آسان(کره جنوبی) (به کره‌ای: 아산) (به انگلیسی: Asan (Korea)) با جمعیت  ۲۰۸٫۴۱۵  نفر در ایالت  چونگچئونگنام-دو در کشور کره‌جنوبی واقع شده‌است.